# Seven Network
Seven Network es un canal de televisión de Australia, propiedad de Seven West Media. Nace en 1956, cuando las dos primeras cadenas de la red en Sídney y Melbourne comienzan sus emisiones, y es la emisora que llega a más partes del país. 
En 2008 Seven fue la cadena con más audiencia de Australia, con una cuota de pantalla a nivel nacional del 23'9%.

## Historia
La cadena surge a partir de un grupo de emisoras independientes situadas en las ciudades más importantes de Australia. La primera de todas ellas, HSV-7 de Melbourne, comenzó de forma oficial el 4 de noviembre de 1956 y pertenecía a la compañía The Herald and Weekly Times (H&WT). El 2 de diciembre del mismo año comenzó a emitir para Sídney la cadena ATN-7, perteneciente a Fairfax. En un principio, ambas cadenas emitían una programación distinta, colaboraban con otras cadenas (como TCN-9 o GTV-9) y lo único que tenían en común era el número 7 de su frecuencia asignada. Los canales de Brisbane y Perth comenzarían sus emisiones en 1959. Durante esta época la cadena lograría emitir por primera vez partidos de fútbol australiano en directo en 1957.
A partir de 1960, la introducción del cable coaxial permitió un mayor intercambio entre emisoras. Cuando el propietario de TCN-9 adquirió la cadena GTV-9 para formar la red nacional Nine Network, los propietarios de las distintas emisoras con el 7 decidieron unir fuerzas para formar una red para toda Australia, conocida como la Australian Television Network (ATN). En 1975, con la llegada de la televisión en color, la red decide unificar toda su imagen de marca, pasando a la denominación Channel 7. Aun con un logotipo común, las estaciones pertenecientes a ATN tenían un control independiente. 
Poco después comenzó una lucha por controlar la mayor parte de cadenas de la red, en la que Fairfax comenzó a adquirir participaciones en H&WT. En 1986 Herald and Weekly Times se vende a Rupert Murdoch por un valor de 1.8 billones de dólares australianos, y a su vez la compañía News Corporation vendió las emisoras de H&WT (HSV-7 y ADS-7) a Fairfax por 320 millones. El gobierno australiano obligó al conglomerado mediático a vender las cadenas de televisión, que fueron compradas por la empresa Qintex, perteneciente al empresario Christopher Skase. Seven consiguió un importante éxito de audiencias y acuerdos, tanto deportivos como cinematográficos, y desarrolló aspectos como una red de noticias nacional. Sin embargo, las deudas de Qintex y la huida de Skase del país provocaron que la red fuera puesta a la venta. En 1991 encuentra comprador: la compañía Seven Network Limited.
Durante los años 1990 Seven comenzó su expansión a nivel nacional, adquiriendo otras redes menores, salió a bolsa y también pasó a emitir en televisión de pago con una señal común. En 1996 logró hacerse con el control de la división de United Artists, pero dos años después vendió su participación a Kirk Kerkorian. Con la emisión en directo de la ceremonia de apertura de los Juegos Olímpicos de Sídney, la cadena logró por primera vez en su historia el liderazgo de las audiencias en el año 2000. Más tarde no pudo mantener ese éxito, y decisiones como la pérdida de los derechos del fútbol australiano en 2001 o errores en la programación la volvieron a relegar al segundo puesto. Con una apuesta por la ficción norteamericana, Seven volvió a recuperar el liderazgo en 2007.
Las pruebas de televisión digital comenzaron en 2001, y en 2007 comenzó a emitir su canal de alta definición.

## Programación
La mayor parte de la parrilla de Seven la ocupan series de origen estadounidense. Sin embargo, el canal también cuenta con múltiples programas de producción nacional como teleseries, comedias o adaptaciones de otros espacios. Entre los diversos acuerdos que ha sellado la cadena, se encuentran las major norteamericanas NBC Universal, The Walt Disney Company, Dreamworks, HBO y ABC Studios.
Seven tiene sus propios servicios informativos, llamados Seven News. El servicio nacional comenzó en 1988, aunque a mediados de los años 1980 varias emisoras contaban con un informativo común. Además, el canal también reemite algunos programas informativos procedentes de NBC, como Meet the Press. Durante las emisiones de las noticias el canal emite con logotipo nacional para todo el país, algo que no puede hacer en otros programas por acuerdos con las emisoras afiliadas.
La red destaca también por su cobertura deportiva. Su mayor cobertura a nivel nacional y mundial fueron los Juegos Olímpicos de Sídney 2000, con una audiencia nacional de más de 6 millones de espectadores en las ceremonias de apertura y clausura. En la actualidad emite acontecimientos como los Juegos Olímpicos, el Open de Australia, el Australian Open Golf, el Tres Naciones de Rugby y varios más. Históricamente, fue una cadena vinculada con el fútbol australiano, emitiendo partidos desde 1957 y la Liga nacional con regularidad desde 1977 hasta 2001. En 2007 adquirió, junto con Network Ten, los derechos para emitir la Australian Football League.

## Disponibilidad
Seven emite en analógico, televisión digital terrestre y 1080i en alta definición. Las emisiones en 1080i comenzaron solo para los mercados de Sídney y Melbourne en 2007, y más tarde se extendieron al resto de emisoras propias en Adelaida, Perth y Brisbane.
El canal tiene señales propias en Sídney (ATN-7), Melbourne (HSV-7), Brisbane (BTQ-7), Adelaida (SAS-7) y Perth (TVW-7), además de la zona de Queensland. También cuenta con diversas señales afiliadas, que le otorgan cobertura en todo el territorio nacional. Las principales son Prime Television (Nueva Gales del Sur, Canberra, Costa de Oro), Southern Cross (Tasmania, Territorio del Norte y Australia Meridional), Golden West Network (Australia Occidental) y WIN Television.